# Rubus adzharicus
Rubus adzharicus är en rosväxtart som beskrevs av Sanadze. Rubus adzharicus ingår i släktet rubusar, och familjen rosväxter. Inga underarter finns listade i Catalogue of Life.